# إنيز جاسبر
إنيز جاسبر هي مغنية وكاتبة غنائية كندية، ولدت في 19 مايو 1981 في تشيليواك في كندا.

## وصلات خارجية
- الموقع الرسمي